# Paracheirodon simulans
El tetra neón verde (Paracheirodon simulans) es una especie de peces de agua dulce tropicales del orden de los Characiformes, que se encuentra en América del Sur, en los ríos Orinoco y Río Negro.

## Descripción
Este pez es similar en apariencia a la tetra neón estrechamente relacionados y mejor conocido, pero es un poco más pequeño y muy nervioso, su mancha roja es menos pronunciada, mientras que las áreas de color azul-verde de la parte superior del cuerpo son más brillantes. Además, su cuerpo es más delgado que el de la tetra de neón. Crece hasta una longitud máxima total de alrededor de 2,5 a 3 cm pero no excede de los 2cm.
Al igual que las otras especies Paracheirodon, el tetra  neón verde se mantiene como un pez de acuario, pero se ve con menos frecuencia que sea el tetra neón o el tetra cardenal.
P. simulans también a veces se llama el neón azul o falso neón. Simulans hyphessobrycon y Simulans cheirodon son sinónimos obsoletos.
Este pez pierde sus brillantes colores azul y rojo cuando las luces se apagan, pero los recupera cuando las luces se encienden de nuevo. El tetra neón verde proviene de, agua ácida extremadamente suave a temperaturas alrededor de 24 a 29 °C (75-81 °F).